# Фортескью-Брикдейл, Элеанор
Элеанор Фортескью-Брикдейл (англ. Eleanor Fortescue-Brickdale; 1872, Лондон — 10 марта 1945, Лондон) — английская художница конца XIX — 1-й половины XX веков.

## Жизнь и творчество
Родилась в Суррее, на окраине Лондона, в семье адвоката Мэтью Фортескью-Брикдейла и его супруги Сары. В 1889 году поступает в художественную школу Crystal Palace School of Art, где обучается у Герберта Боуна. С 1896 года посещает Королевскую академию искусств в Лондоне. В начале своей художественной карьеры Элеанор занимается преимущественно книжной иллюстрацией, позднее — масляной живописью в стиле прерафаэлитов. На склоне лет уделяет много внимания росписи по стеклу, витражной живописи. Первая получившая признание критики картина художницы — «Трудности верной любви» (The Pale Complexion of True Love, 1899). Выставки полотен Э. Фортескью-Брикдейл проводились в Королевской академии художеств в (1898—1908 годы), её акварелей — в галерее Даудсуэлл.
Обучаясь в академии, Элеонор оказалась под творческим влиянием Джона Л. Шоу, ученика одного из крупнейших представителей прерафаэлизма Джона Эверетта Милле, и Джона Уильяма Уотерхауза. Когда Джон Шоу в 1911 году открывает собственную художественную школу (Byam Shaw School of Art), Э. Фортескью-Брикдейл преподаёт в ней. В 1909 году Эрнест Браун, куратор Лестерской галереи, приобретает серию из 28 акварелей Элеонор, иллюстрировавшей поэму А. Теннисона «Идиллии короля» (Idylls of the King), над которой художница работала два года. Работы эти были выставлены в галерее в 1911 году. В следующем году 24 из них вошли в люкс-издание первых четырёх «Идиллий». Позднее творчество Э. Фортескью-Брикдейл отмечено прежде всего её увлечением витражной живописью в церквях.
Художница умерла в Лондоне и была похоронена на Бромптонском кладбище.

## Галерея

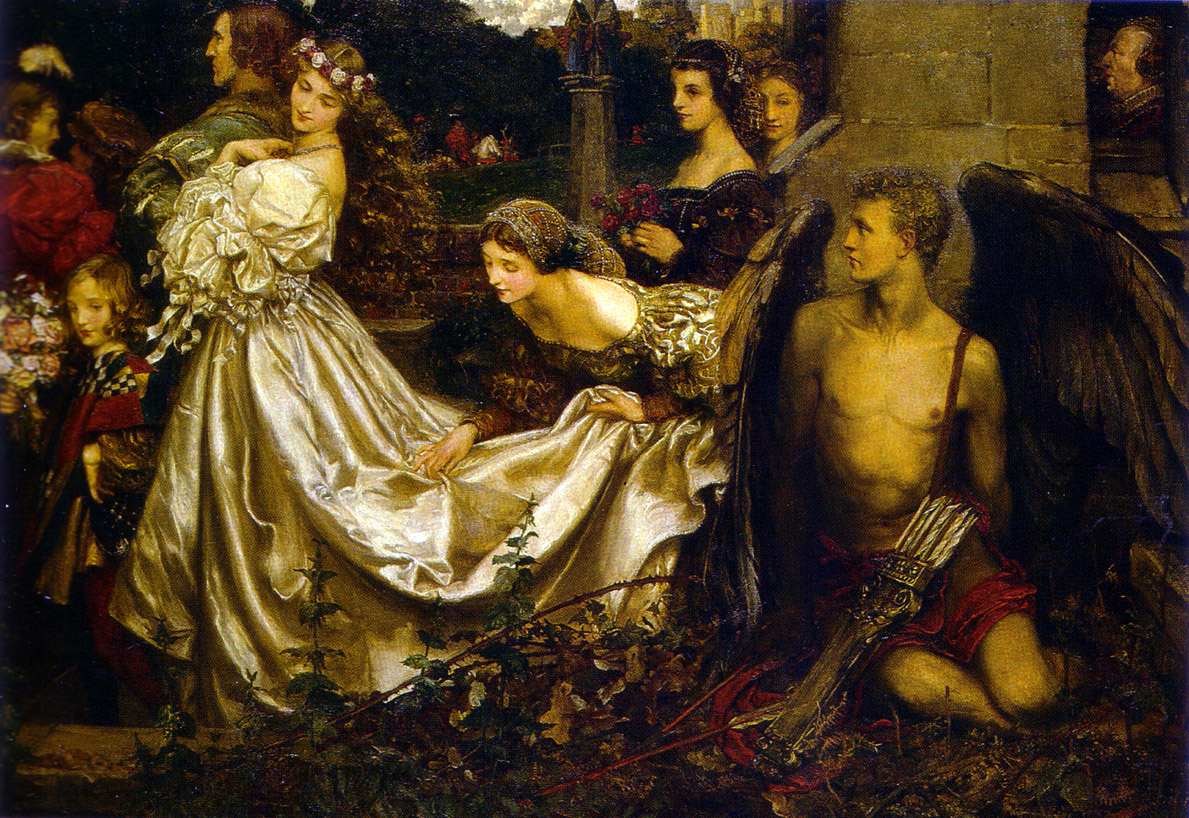
Нежданный гость и Геньевра (1906)
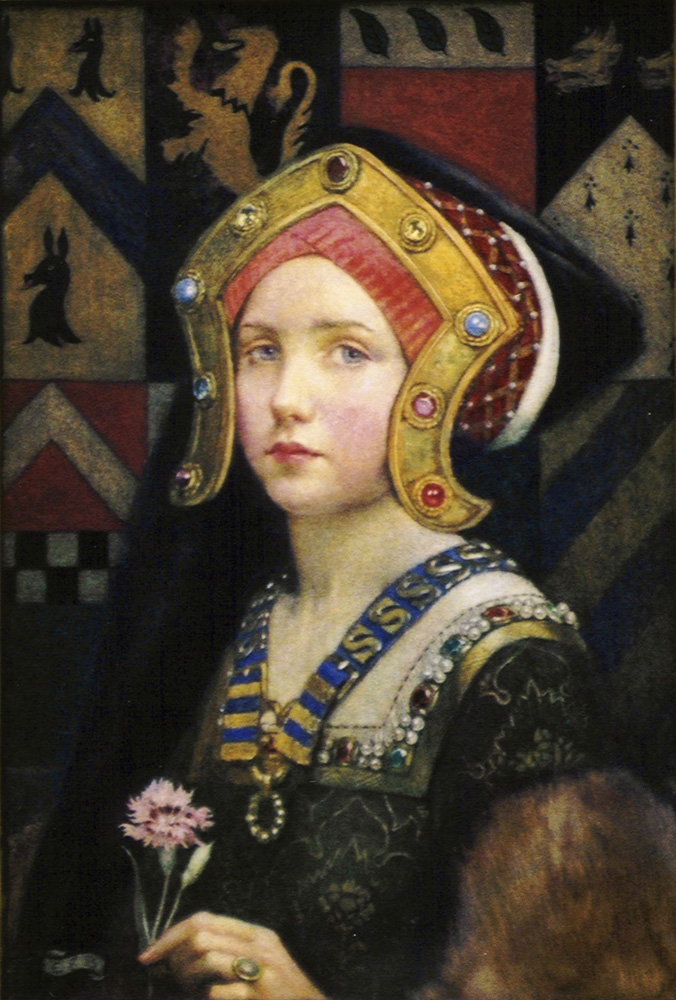
Голова девочки времён Тюдоров
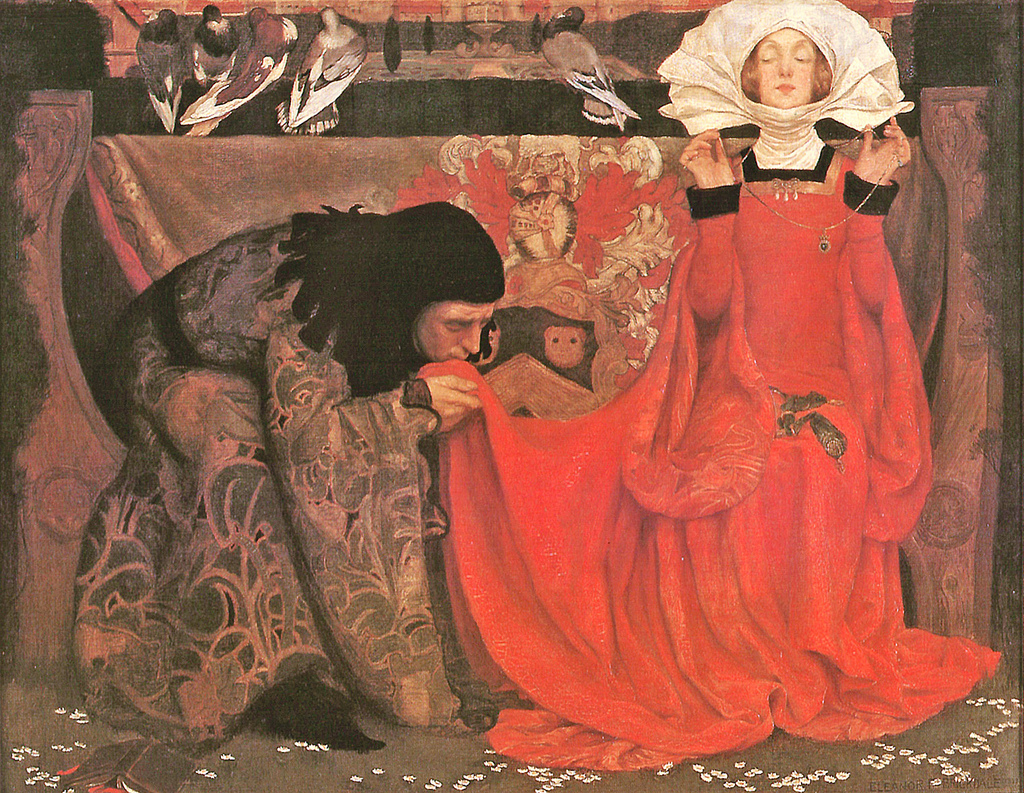
Трудности верной любви (1899)
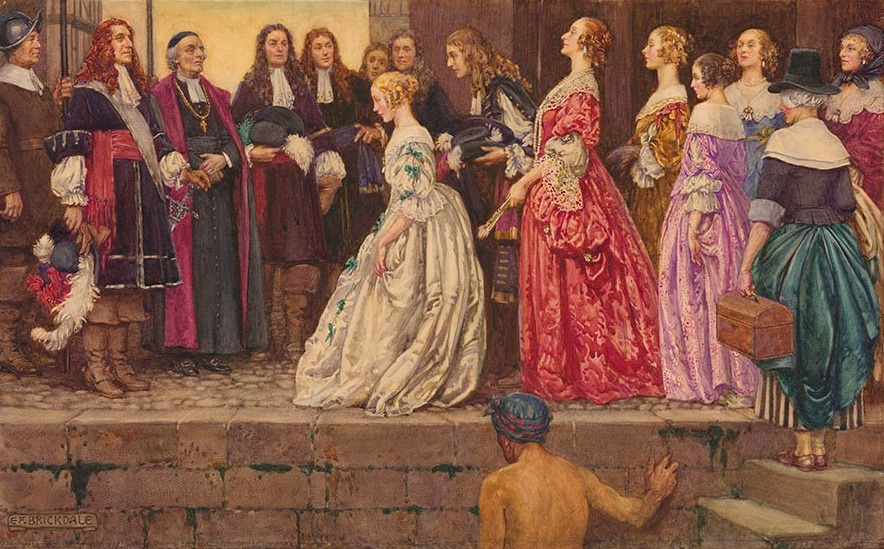
Прибытие невест (до 1927 года)
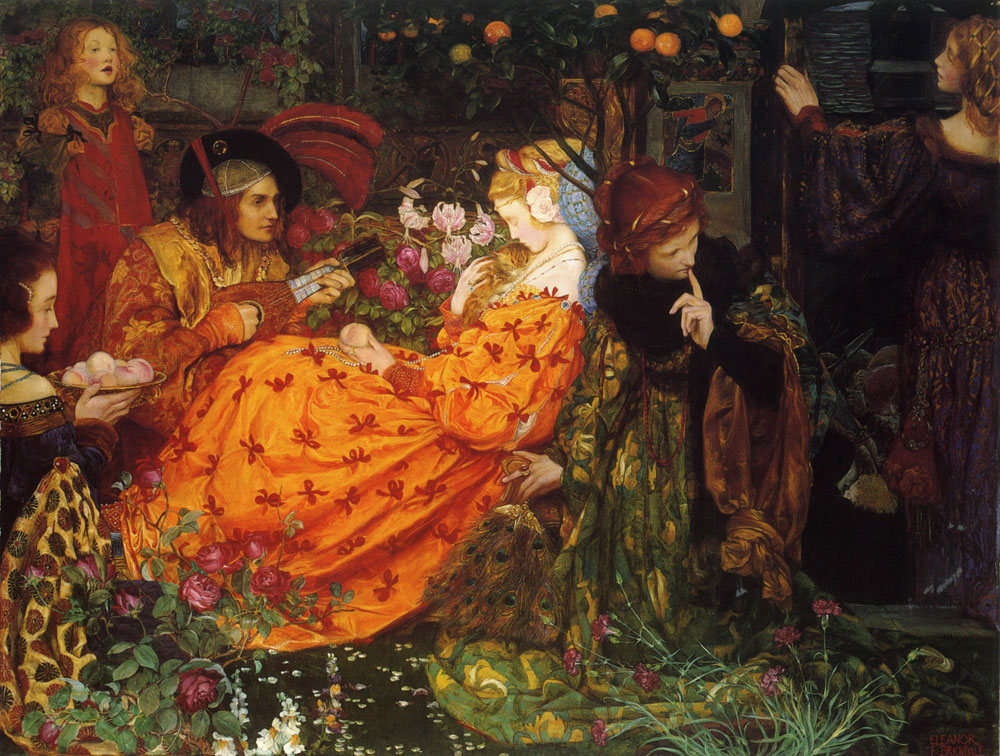
Обманчивость богатства (1901)